# Sent Alari de la Chassanha
Sent Alari la Plana (en francès Saint-Hilaire-la-Plaine) és una comuna (municipi) de França, a la regió de la Nova Aquitània, departament de la Cruesa. La seva població al cens de 1999 era de 235 habitants. Està integrada a la Communauté de communes du Pays du Cruesa Thaurion Gartempe.

## Demografia
| 1968 | 1975 | 1982 | 1990 | 1999 |
| ---- | ---- | ---- | ---- | ---- |
| 247  | 234  | 252  | 237  | 235  |

## Administració
| Període | Identitat  | Partit |
| ------- | ---------- | ------ |
| 2001-   | Guy Jallot |        |